# Tasj-Kömür
Tasj-Kömür (kirgiziska: Таш-Көмүр) är en stad i provinsen Jalal-Abad i västra Kirgizistan. Staden ligger cirka 260 kilometer sydväst om huvudstaden Bisjkek, på en höjd av 612 meter över havet och antalet invånare 2015 var 23 594.

## Geografi
Terrängen runt Tasj-Kömür är huvudsakligen kuperad. Tasj-Kumyr ligger nere i en dal som går i nord-sydlig riktning. Runt Tasj-Kömür är det ganska glesbefolkat, med 50 invånare per kvadratkilometer. Det finns inga andra samhällen i närheten. Trakten runt Tasj-Kömür består i huvudsak av gräsmarker.

### Klimat
Ett kallt stäppklimat råder i trakten. Årsmedeltemperaturen i trakten är 16 °C. Den varmaste månaden är juli, då medeltemperaturen är 31 °C, och den kallaste är december, med −1 °C. Genomsnittlig årsnederbörd är 512 millimeter. Den regnigaste månaden är april, med i genomsnitt 84 mm nederbörd, och den torraste är september, med 10 mm nederbörd.

## Sport
- Talant FC  är en kirgizisk fotbollsklubb från Tasj-Kömür.[8][9]
- „Sjachtior“ Stadion (kapacitet: 10 000)